# Loi Brady

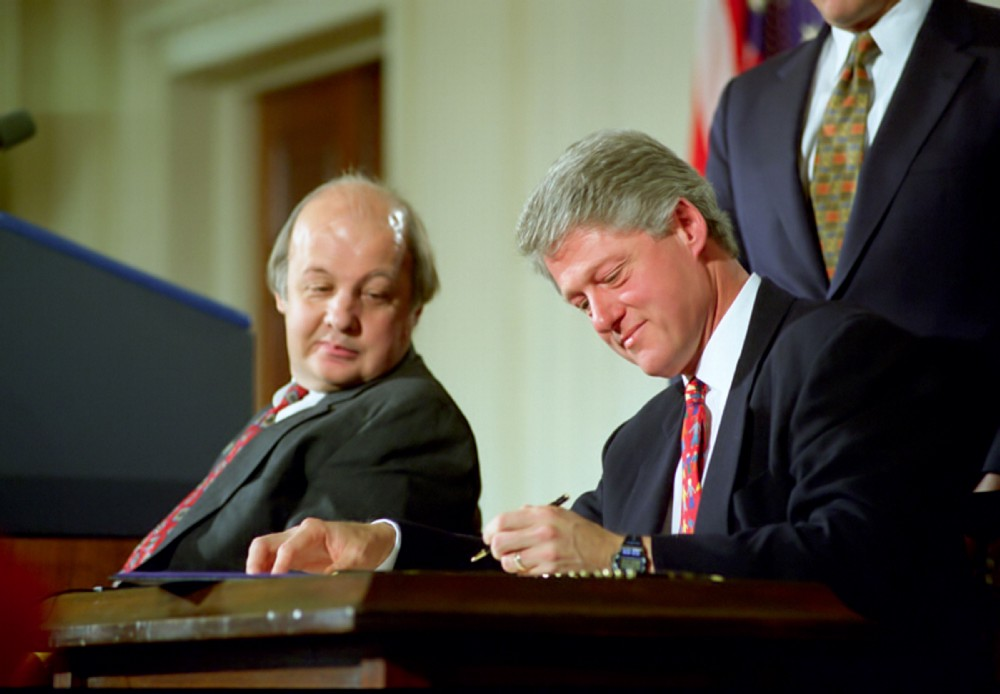
Bill Clinton signant la loi Brady Handgun Violence Prevention Act.

The Brady Handgun Violence Prevention Act (Pub.L. 103–159, 107 Stat. 1536, 30 novembre 1993), connue sous le nom de Brady Act ou Brady Bill est une loi du Congrès des États-Unis. Elle impose une vérification des antécédents de chaque personne souhaitant acheter une arme à feu ainsi qu'un délai d'attente de cinq jours lors de chaque achat.
Elle est nommée ainsi en l'honneur de James Brady, attaché de presse du président Reagan, blessé lors de la tentative d'assassinat de Ronald Reagan en 1981, blessure qui le laissa partiellement paralysé à vie.

## Procédure législative
Le projet de loi initial a été présenté à la Chambre des représentants par Charles E. Schumer en mars 1991, mais n'a jamais été mis aux voix. Il a été présenté à nouveau par le même Schumer le 22 février 1993 et sa version finale adoptée le 11 novembre 1993. La loi a été promulguée par le président Bill Clinton le 30 novembre 1993 et est entrée en vigueur le 28 février 1994. 

## Contenu
La loi Brady exige que des vérifications des antécédents soient effectuées sur l'acheteur potentiel d'une arme à feu à la diligence du revendeur, du fabricant ou de l'importateur titulaire d'une licence fédérale. S'il n'y a pas de restrictions supplémentaires imposées par l'État fédéré, l'arme à feu peut être délivré à l'acheteur sur approbation du système de contrôle instantané des antécédents criminels (NICS) géré par le FBI. 
L'interdiction de délivrance s'applique aux personnes :
- condamné par un tribunal d'un crime punissable d'une peine d'emprisonnement supérieure à un an ;
- fugitif poursuivi par la justice ;
- utilisateur illégal ou dépendant à une substance contrôlée ;
- jugé déficient mental ou incarcéré dans un établissement psychiatrique ;
- étranger illégalement entré aux États-Unis ;
- libéré des forces armées dans des conditions déshonorantes ;
- citoyen des États-Unis ayant renoncé à la citoyenneté américaine ;
- ayant fait l'objet d'une ordonnance du tribunal pour des personnes ayant harcelé ou menacé un partenaire ou un enfant de ce partenaire intime, ou condamné devant un tribunal pour un délit de violence domestique.

Une fois que l'acheteur potentiel a rempli le formulaire approprié, la vérification des antécédents est lancée par téléphone ou par ordinateur. La plupart des contrôles sont déterminés en quelques minutes. Dans le cas contraire après un délai de trois jours ouvrables, le transfert de l'arme peut être effectué légalement.

## Opposition à la loi
La National Rifle Association (NRA) s’est mobilisée pour s'opposer au projet de loi, dépensant des millions de dollars dans le processus. Bien que le projet de loi ait finalement été adopté par les deux chambres du Congrès américain, le NRA a pu remporter une concession importante : ainsi la version finale de la législation prévoyait qu'en 1998, le délai de carence de cinq jours pour la vente des armes de poing serait remplacé par une vérification informatisée instantanée des antécédents ne comportant aucune période d'attente.
La NRA a ensuite financé des poursuites judiciaires dans plusieurs États dans le but de faire annuler la loi Brady comme inconstitutionnelle. Ces affaires ont traversé les tribunaux et ont conduit la Cour suprême des États-Unis à examiner le Brady Act dans l’affaire Printz v. United States.
Dans l'affaire Printz, la NRA a soutenu que la loi Brady était inconstitutionnelle, car ses dispositions constituaient une violation du 10e amendement à la Constitution. 
En 1998, la vérification des antécédents pour l'achat d'armes à feu est devenue une activité généralement gérée par le gouvernement fédéral lorsque le NICS a été mis en ligne, bien que de nombreux États continuent à exiger des vérifications des antécédents avant qu'un courtier en armes ne puisse transférer une arme à feu à un acheteur.
Les vérifications des antécédents pour l'achat d'armes à feu ne fonctionnent que dans un sens, en raison de la Loi sur la protection des propriétaires d'armes à feu. En effet, même si un revendeur d’armes à feu peut obtenir des informations électroniques indiquant qu’une personne est exclue des achats d’armes à feu, le FBI et le Bureau de l’alcool, du tabac, des armes à feu et des explosifs (ATF) ne reçoivent pas d’informations électroniques en retour pour indiquer quelles armes sont en cours de fabrication ou achetées.
L'efficacité du NICS est remise en question en raison de ses failles. La base de données n'est mise à jour que sur la base du volontariat des autorités locales, sans délais impératifs. Et les données ne sont pas toujours interopérables ce qui fait que le NICS est obsolète et lacunaire sur bon nombre de dossiers criminels.

## Conséquences
Depuis la création du système NICS en 1998 jusqu'en 2014, plus de 202 millions de vérifications des antécédents imposées par la loi Brady ont été effectuées. Au cours de cette période, environ 1,2 million d’achats potentiels d’armes à feu ont été bloquées par le système de vérification des antécédents Brady, soit environ 0,6 %  . La raison la plus commune des refus est une condamnation antérieure pour délit.
Les poursuites et la condamnation des auteurs d'infractions à la loi Brady sont toutefois extrêmement rares. Au cours des 17 premiers mois de la loi, sept personnes seulement ont été condamnées alors qu'à la première année d'application de la loi, 250 affaires ont été renvoyées devant une cour de justice et 217 d'entre elles ont été rejetées.

## Source
- (en) Cet article est partiellement ou en totalité issu de l’article de Wikipédia en anglais intitulé « Brady Handgun Violence Prevention Act » (voir la liste des auteurs).